# خانه محمد قلی بیگ خلیلی
خانه محمد قلی بیگ خلیلی مربوط به دوره پهلوی است و در شهرستان خوسف، روستای خور واقع شده و این اثر در تاریخ ۲۵ اسفند ۱۳۷۹ با شمارهٔ ثبت ۳۴۶۱ به‌عنوان یکی از آثار ملی ایران به ثبت رسیده است.